# Godoy Moreira

Godoy Moreira é um município brasileiro do estado do Paraná. Sua população de acordo com o censo IBGE de 2022 é de 2.977 habitantes.

## Geografia

### Demografia
Dados do Censo - IBGE/2022:
População Total: 2.977
- Homens: 1.483
- Mulheres: 1.494

### Índice Firjan de Desenvolvimento Municipal 2010
- Colocação Nacional: 953º
- Colocação Estadual: 111º

### Rodovias
PR 650 é a única estrada asfaltada que permite acesso ao município, no trecho urbano denomina-se Avenida São Paulo.